# Vostok Island
För andra betydelser, se Vostok (olika betydelser).
Vostok Island (tidigare bland annat Anne Island och Staver Island) är en ö i Polynesien som tillhör Kiribati i Stilla havet.

## Geografi
Vostok Island är en ö bland Line Islands och ligger cirka 1 250 km sydöst om huvudön Kiritimati. Dess geografiska koordinater är 10°06′ S och 152°23′ V.
Ön är en obebodd korallö och har en areal om cirka 0,24 km². Den är triangelformad med en längd på cirka 1,5 km och är cirka 1,5 km bred och omges av flera korallrev. Den högsta höjden är på endast ungefär 5 m ö.h.
Vostok Island är hemvist för en rad sjöfåglar, bland andra olika arter av havssula, fregattfåglar och tärnor.

## Historia
Ön upptäcktes den 3 augusti 1820 av estlandsfödde Fabian von Bellingshausen som då namngav den efter sitt ryska fartyg.
USA gjorde anspråk på ön 1856 men 1866 annekterades ön av Storbritannien och den införlivades 1916 i kolonin Gilbert och Elliceöarna, en del i det Brittiska Västra Stillahavsterritoriet.
1979 gjordes ön till naturskyddsområdet Vostok Island Wildlife Sanctuary och samma år införlivades ön i den nya nationen Kiribati.